# Seznam kultivarů rodu tulipán
Seznam kultivarů rodu tulipán (Tulipa). První sloupec uvádí název kultivaru, druhý reprezentativní fotku, třetí jména osob, kteří kultivar vyšlechtili. Pokud nejsou známy je uvedeno kurzivou neznámo. Následuje rok vyšlechtění, původci, tedy taxony, které daly kultivaru vzniknout. Poté oddělení – kultivary narcisů se obecně dělí do šestnácti oddělení, podle tvaru květu. Poslední sloupec obsahuje odkazy na galerie fotek na Wikimedia Commons.
| Název          | Fotka | Šlechtitelé | Rok vyšlechtění | Původci | Oddělení | Odkaz na Commons                                         |
| -------------- | ----- | ----------- | --------------- | ------- | -------- | -------------------------------------------------------- |
| American Dream |       |             |                 |         |          | Kategorie „Tulipa 'American Dream'“ na Wikimedia Commons |
| Bell Song      |       |             |                 |         |          | Kategorie „ Tulipa 'Bell Song'“ na Wikimedia Commons     |
| Gavota         |       |             |                 |         |          | Kategorie „ Tulipa 'Gavota'“ na Wikimedia Commons        |
| Gorilla        |       |             |                 |         |          | Kategorie „Tulipa 'Gorilla'“ na Wikimedia Commons        |
| Holand Chic    |       |             |                 |         |          | Kategorie „Tulipa 'Holand Chic'“ na Wikimedia Commons    |
| Santander      |       |             |                 |         |          | Kategorie „Tulipa 'Santander'“ na Wikimedia Commons      |
| Sensual Touch  |       |             |                 |         |          | Kategorie „Tulipa 'Sensual Touch'“ na Wikimedia Commons  |
| Swan Wings     |       |             |                 |         |          | Kategorie „Tulipa 'Swan Wings'“ na Wikimedia Commons     |
| Valery Gergiev |       |             |                 |         |          | Kategorie „Tulipa 'Valery Gergiev'“ na Wikimedia Commons |
| White Picture  |       |             |                 |         |          | Kategorie „Tulipa 'White Picture'“ na Wikimedia Commons  |